# Кривоухов, Тихон Сергеевич
Ти́хон Серге́евич Кривоу́хов (1903—1977) — красноармеец Рабоче-крестьянской Красной Армии, участник Великой Отечественной войны, Герой Советского Союза (1943).

## Биография
Тихон Кривоухов родился 11 июня 1903 года в деревне Александровка (ныне — Советский район Курской области). Получил начальное образование. Проживал и работал в Донбассе, позднее вернулся в родную деревню. В 1942 году Кривоухов был призван на службу в Рабоче-крестьянскую Красную Армию и направлен на фронт Великой Отечественной войны. К сентябрю 1943 года красноармеец Тихон Кривоухов был стрелком 705-го стрелкового полка 121-й стрелковой дивизии 60-й армии Центрального фронта. Отличился во время битвы за Днепр.
27 сентября 1943 года Кривоухов переправился через Днепр в районе села Глебовка Вышгородского района Киевской области Украинской ССР. В ожесточённых боях на плацдарме на западном берегу реки из всей роты осталось 13 человек во главе с Кривоуховым. Подняв бойцов в атаку, он освободил близлежащее село Казаровичи, удержав его до подхода основных сил. Оставшись один из всей группы, будучи тяжело раненным, Кривоухов продолжал сражаться до подхода основных сил.
Указом Президиума Верховного Совета СССР от 17 октября 1943 года за «мужество и героизм, проявленные при форсировании Днепра и удержании плацдарма на его правом берегу» красноармеец Тихон Кривоухов был удостоен высокого звания Героя Советского Союза с вручением ордена Ленина и медали «Золотая Звезда» за номером 3962.
В течение года Кривоухов лежал в госпиталях, где ему полностью ампутировали правую руку. Вернулся на родину, где работал лесничим. Позднее проживал в селе Петропавловка. Умер 28 июня 1977 года, похоронен в Петропавловке.
Был также награждён рядом медалей.